# Lista de membros da Royal Society eleitos em 1898
Lista de Membros da Royal Society eleitos em 1898.

## Fellows of the Royal Society (FRS)
1. Henry Frederick Baker[2] (1866-1956)
2. Ernest William Brown[3] (1866-1938)
3. Alexander Buchan (1829-1907)
4. George Nathaniel Curzon (1859-1925)
5. Sidney Frederic Harmer[4] (1862-1950)
6. Nathaniel Lindley (1828-1921)
7. Arthur Lister (1830-1908)[5]
8. Sir Herbert Eustace Maxwell[6] (1845-1937)
9. Charles Alexander McMahon (1830-1904)
10. William Osler (1849-1919)
11. Charles Algernon Parsons (1854-1931)
12. Thomas Preston (1860-1900)
13. Edward Waymouth Reid[7][8] (1862-1948)
14. Alexander Scott[9] (1853-1947)
15. Albert Charles Seward[10] (1863-1941)
16. William Ashwell Shenstone[11] (1850-1908)
17. Henry Martyn Taylor[12] (1842-1927)
18. James Wimshurst[13] (1832-1903)